# Franking (Austria)
Franking – miejscowość i gmina w Austrii, w kraju związkowym Górna Austria, w powiecie Braunau am Inn. Liczy 940 mieszkańców.